# Districtul Blida
Blida este un district din provincia Blida, Algeria.